# 五辻經子
五辻經子（いつつじ つねこ/けいし、藤原經子，生年不详？—1324年11月6日），鎌倉時代女性。伏見天皇的典侍、後伏見天皇的生母。父从三位参議武藏守五辻经氏，母为卜部兼直之女。

## 生平
她从伏见天皇的掌侍晋升为典侍，被称为“中纳言典侍”。弘安十一年（1288年）三月三日，她生下胤仁亲王（即后来的后伏见天皇）。因胤仁亲王成为中宫西园寺鏱子的犹子，故而经子未能被视为国母。她被授予从三位，获得准三宫的地位，也被称为“中园准后”。她于元亨 (日本)四年（1324年）十月十一日去世。